# Nordisk Gummi & Guttapercha Co.
Nordisk Gummi & Guttapercha Co. A/S er en dansk gummifabrik.
Den blev grundlagt den 10. december 1884 af Fr. Bauer (død 1932) og omdannet til aktieselskab i 1932. I 1950 var E.G. Kofoed (1898-?) direktør.
Virksomheden lå tidligere på adressen Ved Amagerbanen 17-19 på Amagerbro, men liger nu i Korskær 2 i Stenløse.